# Annona neoelliptica
Annona neoelliptica là loài thực vật có hoa thuộc họ Na. Loài này được H.Rainer & Maas mô tả khoa học đầu tiên năm 2007.